# Ноктурн

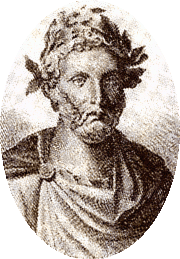
Тит Макцій Плавт — автор класичної драми «Amphitruo», в якій згадувався Ноктурн

Ноктурн (лат. Nocturnus [nokˈtur.nus], також відомий як «Caelus Nocturnus», Нічний) — давньоримський бог ночі та зоряного неба. Його ім'я згадується в декількох інскрипціях епохи античності, що були знайдені в Далмації та Італії. Найвідомішою є згадка про Ноктурна в класичній драмі Тита Макція Плавта «Amphitruo». Давньоримський письменник-енциклопедист Марціан Капелла, описуючи світобудову згідно з етруськими традиціми, згадував його серед інших божеств. Відповідно до уявлень етрусків, Ноктурн протиставлявся богу Сонця Солу і був поміщений у тьмяній Півночі навпроти нього.